# Strážovice (Křečovice)
Strážovice je malá vesnice, část obce Křečovice v okrese Benešov. Nachází se asi 2 km na východ od Křečovic. V roce 2009 zde bylo evidováno 37 adres.
Strážovice leží v katastrálním území Hořetice o výměře 7,59 km².
Strážovicemi prochází silnice III/10517, na níž je zde autobusová zastávka, a protéká Vlkonický potok, na němž zde je trojice rybníků: Strážovický rybník a rybníky u Blechova mlýna a Kramperova mlýna. Jižně od Strážovic se nachází vepřín. Přes Strážovice prochází červeně značená pěší turistická trasa KČT, která spojuje Neveklov a Sedlčany. Na návsi u autobusové zastávky se nachází malá kaplička, v okolí Strážovického rybníka jsou dvě výklenkové kapličky.

## Historie
První písemná zmínka o vesnici pochází z roku 1383.

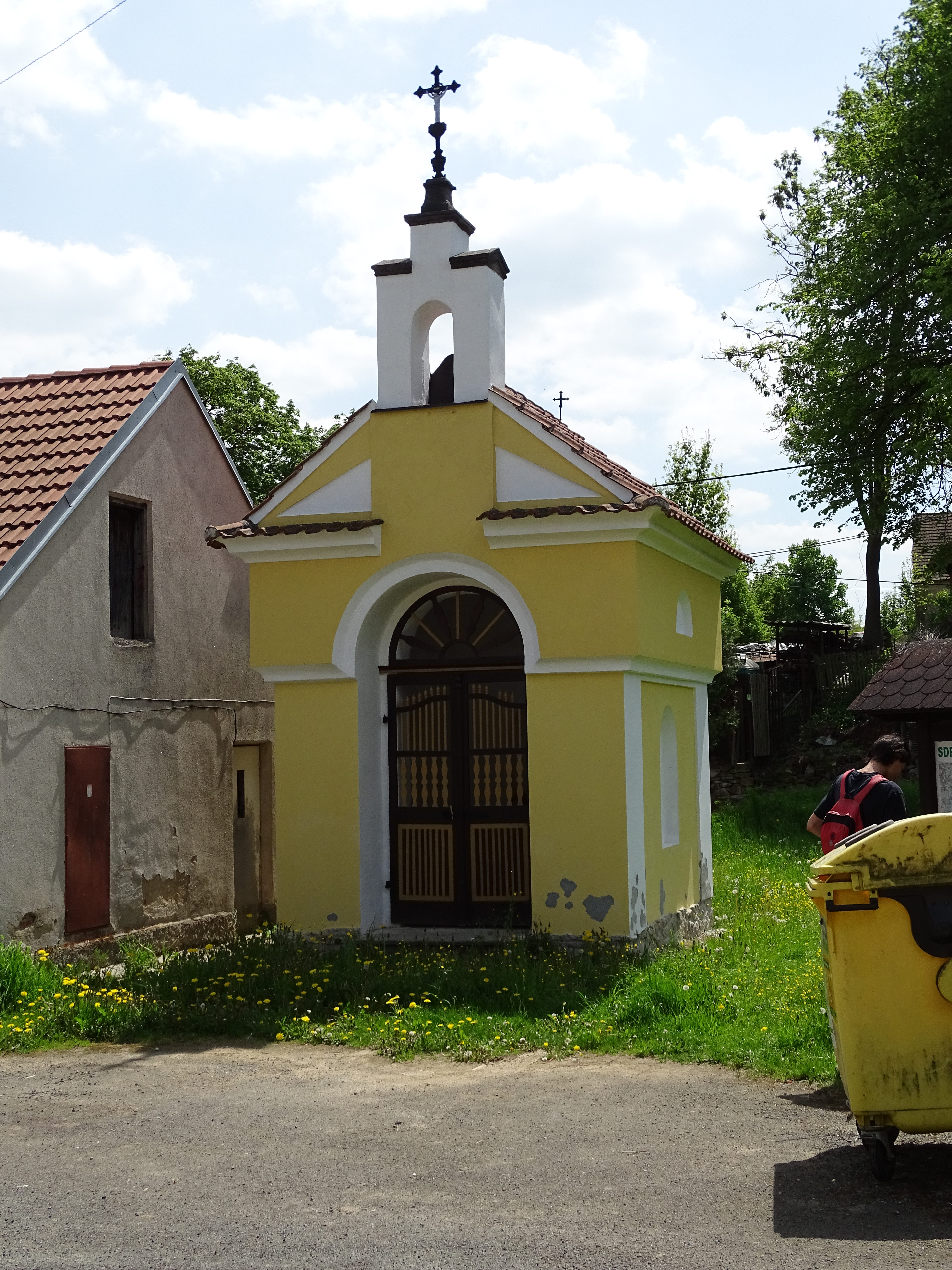
Kaplička na návsi

Za druhé světové války se ves stala součástí vojenského cvičiště Zbraní SS Benešov a její obyvatelé se museli 31. prosince 1943 vystěhovat.